# ダニーのサクセス・セラピー
『ダニーのサクセス・セラピー』（原題: Necessary Roughness）は キャリー・ソーンと マーク・ブルカス主演のUSAネットワークのテレビシリーズである。この1時間ドラマシリーズは2011年1月19日に全12話の放映が決定した。シリーズの1話目は2011年6月29日に90分のエピソードとして放映された。第2シーズンの初回放送は2012年6月6日である。2013年1月7日に、USAネットワークは、シリーズは10話で構成される第3シーズンに向けてリニューアルすると発表した。
2013年11月9日、USAネットワークは、この番組の打ち切りを発表した。
日本ではAXNで2013年1月よりシーズン1、2014年の2月よりシーズン2のそれぞれ字幕版が放送された。また、シーズン1のDVDが2013年10月2日にSPOから発売されており、AXNの放送ではなかった吹き替え版が収録されている。
原題の「Necessary Roughness」とは「アメリカンフットボール」での反則行為（パーソナルファウル）の一つを指す「Unnecessary Roughness」（日本の競技用語では「不必要な乱暴行為」と訳される事が多い）に引っ掛けたもの。

## シリーズ概要
シリーズは、ロングアイランドに住み、生活のためにプロアメリカンフットボールチームのセラピストの仕事を獲得する強いバツイチ女を中心に描く。スポーツ選手、ミュージシャン、政治家や芸能人が「愛のむち」治療を求めて集まるにつれ彼女のキャリアは上昇気流に乗り始める。シングルマザーであることと新しいキャリアのバランスを取る必要に迫られる。

## キャスト

### メインキャスト
ドクター・ダニエル・"ダニー"・サンティノ（旧姓：ロマーノ）
演：キャリー・スローン / 吹替：本田貴子
物語の主人公で、離婚歴のある強い女性。
プロフットボールチームのセラピストになり、すぐに他のスポーツ選手、ミュージシャン、政治家や有名人の間でひっぱりだこになる。ダニーは、チームの運動トレーナー、マット・ドナリーの恋人であるが、チームと子供の両方のため、その事を秘密にしている。また、子どもを求めるマットに対しダニーはもう子どもは要らないと考えているため、くっついたり離れたりの関係が繰り返されている。
シリーズ中の彼女の主な患者の一人はTKことテレンス・キングであり、ダニーがやめるように言っても、いつもふざけた態度を獲っては問題を引き起こしている。第2シーズンではTKが撃たれたことへの対処を助けたが、彼が下方スパイラルに陥り、チームにTKへの介入を助言した結果、TKはリハビリ施設に入ってしまう。
その後、ダニーはマーシャル・ピットマンが飛行機事故で死亡したあと、ニコ・ケアレスとキスをする。
マシュー・"マット"・ドナリー
演：マーク・ブルカス / 吹替：野島裕史
ダニーが好意を寄せているニューヨークホークスの運動トレーナーで、後にゼネラルマネージャーとなる。マットはダニーの恋人になるが、ダニーはそれを秘密にしたいと考える。シーズン2の途中で、マットがダニーと子供を作りたいと伝えたが、ダニーは子どもをこれ以上持ちたくないといい、恋愛関係は前に進めないでいる。マットもTKのためを思って行動するが、TKは正反対のことをする。ドナリーは、チームに2人の新人選手を獲得する。怪しげな過去を持つデイモン・レイザー（ガイウス・チャールズ）と、もう一人の新人（ロブ・エステス）、そのエージェントは元TKのエージェントであった。
ニコ・ケアレス
演：スコット・コーエン / 吹替：牛山茂
警備主任であり" フィクサー "として雇われている。ピッツバーグ出身で元Navy SEALsの経歴を持ち、ダニーと密接に連携している。シーズン1とシーズン2の序盤で、ニコは、マーシャル・ピットマンの娘（ダニエル・パナベイカー）を男と麻薬絡みのトラブルから救おうとする。そして、これが最後だと告げる。ピットマンはニコにチームとドクター・ダニーの間の会話を盗聴させようとしたが、逆にピットマンの会話を盗聴し、彼に深刻な問題があることを知り、ピットマンに妻との離婚協議中に治療を受けさせた。ニコはTKの自宅に忍び込み、TKが鎮静剤の重度中毒患者であることを知って、TKの薬を全て持ち去った。その中には「フラッシュ（ドラッグ検査前に体内からドラッグを排出させる薬）」も含まれる。結局、テレンスがドラッグの問題を抱えていることがリークされた。ニコは全力で情報リークの原因を探した。後にニコは友人（マイク・ニエウスキ）が裏切り、マーシャル・ピットマンの指示でチームを盗聴していたことを知る。  ピットマンの飛行機が墜落した後、ニコはピットマンが生きている証拠を探し、ドクターサンティアノに、ピットマンが彼の命を救ったことがあると話した。（ニコが彼の妻ガブリエルの浮気相手だったとき）"All the Kings Horses"では、ピットマンが飛行機事故で死亡していたことを確認後、ニコとダニーはキスをする。
リンジー・サンティノ
演：ハンナ・マークス / 吹替：中上育実
ダニーの反抗的な10代の娘。シーズン2で、リンジーは母が自分の決断に干渉することに関してセラピスト（エイミー・セダリス）に通う。
レイ"レイ・ジェイ"サンティノ・ジュニア
演：パトリック・ジョンソン / 吹替：山下章
TKの熱心なファンであるダニーの十代の息子で、しばしば、普通のファンが得られないものを得ることにTKを利用する。レイJrは、家庭教師オリビアとが好きになり、寝室でセックスをしているところに、ドクター・ダニーが出くわす。レイ・ジェイは家出すると脅かし、オリビアの家に転がり込む。レイ・ジェイは、一時的にオリビアの影響でビーガンになったが、彼女がひとりで州外の大学に行くと聞いて、別れることになる。（偶然、同じ時期に母親とマットも別れる）レイ・ジェイの違法薬物の販売によってプロジェクトの資金を調達しようとして、法的なトラブルに巻き込まれる。
テレンス・"TK"・キング
演：メーカド・ブルックス / 吹替：咲野俊介
ニューヨーク・ホークスのスター選手で、ダニーがチームに雇われたときの患者。テレンスは、子どものようなことをして楽しむことが多い 。主として自分自身と色々な女に金を使い、ドクター・ダニーのライバルで以前TKを金儲けに利用して問題解決に手を貸さなかった心理学者ラズ・ロリンズ（オーランド・ジョーンズ）とのトラブルが起きる。第1シーズンの終わりに、キングはシーズン勝利祝賀会の後、撃たれた。第2シーズンの最初で、TKは自分のやり方で対処しようとしたが、TKは銃を購入し、開幕戦のパーティのステージ上で発砲しそうになる。マットは、TKの痛みに対処するため、中国の理学療法士に連絡する。最初、TKは撃たれていた場所に触られることを拒む。ドクター・ダニーが、撃たれたと認める必要があることを伝えた後、TKは触らせるようになる。TKは、 "Spell It Out"のエピソードで冗談を交えて裁判で犯人に対する証言をしたが、裁判後、処方鎮痛薬を服用し始め中毒になる。そのため、TKは怒りっぽく無謀になり、ホークスのロッカールームで女性記者ノエル・サリー（ミカエラ・マクマナス）に下半身を露出してしまう。チームにより説明を求められたときは否定したが、監視カメラの映像は反対の事実を示していた。TKは、当初はデイモン・レイザー（ガイウス・チャールズ）をいじめていたが、練習を手助けし、ホークスのプレイヤーとしての真の可能性、とそれが自身にとっても重要なことを知り、TKの薬物中毒を直視するきっかけとなった。TKは、スポーツドリンクのCM撮影中に激怒し、CMを首になる。TKは、エージェント（TKのことを考えていなかった）を解雇し怒り狂う。TKは、車を運転し、（医師から秘密に渡されていた）薬を取り出そうとして、車を大破させ、少女を轢き殺しそうになった。ドクターダニーとチームは、TKに介入し、出場停止とし、リハビリ施設に入れる。TKは、リハビリ中の旧友（マイケル・インペリオリ）からの助けを得、施設から脱走する。どんちゃん騒ぎと飲酒で一晩過ごした後、友人がホテルの部屋で死亡する。TKは、この事件の後、リハビリに戻ることに合意した。TKの人物像は、フィールドの内外での厚かましさへの賛否両論がある、NFLのレシーバーテレル・オーウェンス（ニックネームT.O.）、に一部基づいている。オーウェンスはキングに似て、非常に才能があり、しばしば公に中傷されているワイドレシーバーである。オーウェンス自身、キングの守備ライバル、モーリス "地雷" マニングフィールド、というゲストキャラクターを演じている。

### 準レギュラー
- パトリック・パーネル（演：グレゴリー・アラン・ウィリアムズ / 吹替：相沢まさき）： [要出典]ニューヨーク・ホークスのヘッドコーチ。
- ローラ・ラドクリフ（アンドレア・アンダーズ） ：TKのイメージアップのためホークスが雇ったエネルギッシュな広報係。マット・ドネリーの元恋人でもある。
- レイ・サンティノ・シニア（ダニーの元夫で浮気をしていた）：（クレイグ・ビアーコ）
- ロニー・サンティノ（タマラ・ブラウン） ：ダニーの妹
- マーゴ・シッシェロ（ナディア・ダジャーニ ）：ダニーの友人。
- ジャネット・フィエロ（アマンダ・デトマー）： [18]ダニーーの親友。
- JDオルドリッジ博士（ジェイソン・ゲドリック）：ダニーの元大学院教授。 [19]
- マーシャル・ピットマン（エヴァン・ハンドラー） ：ニューヨーク・ホークスのオーナー。
- ラザラス・ロリンズ（オーランド・ジョーンズ） ：極端な手法を用いるライバルセラピストで、TKを深刻なトラブルに陥らせる。
- ヴィヴィカ・スティーブンス（ジェイミー・リー・キルヒナー） ：TKと付き合い始めるが、TKが撃たれた後捨てられる新聞記者。
- アンジェラ（コンチータ・トメイ） ：ダニーの母で、ギャンブル好き。
- ガブリエル・ピットマン（リズ・ヴァッシー）：マーシャル・ピットマンの元妻でニコの元恋人。
- デイモン・レイザー / 本名ブライス・アボット（ガイアス・チャールズ）：大学生のフットボール選手で、秘密の過去を持ち、TKが撃たれた後、彼のポジションに着こうとする。レイザーはTKから家族への責任があることを学んでから突然チームを辞める。
- ロブ・エステス（ロブ・マロニー） ：撃たれた後、下方スパイラルに陥ったTKを助けたエージェント。TKがスポーツドリンクのCM撮影をクビになったあと、TKはロブをクビにした。マロニーはTKからクビになったのをマットのせいにし、次の顧客（TKがリハビリ中の代理選手）と契約する。
- ノエル・サリス（ミカエラ・マクマナス）：TKとデイモン・レイザーの裏を探る新聞記者で、デイモンの過去を調べたり、チームとTKをセクハラ訴訟で脅迫する。
- ジュリエット・ピットマン（ダニーエル・パナベイカー） ：マーシャル・ピットマンの娘。彼女の薬物問題を手助けし、リハビリ施設に入れたニコとは父娘のような関係をもつ。シーズン2では、父の死後チームを相続する。

## エピソード
| シーズン | タイムスロット（ET） | エピソード | 初回          | 初回                       | 終了          | 終了                         | TVシーズン  | 視聴者 （単位：百万） |
| シーズン | タイムスロット（ET） | エピソード | 日付          | 初回 視聴者 （単位：百万） | 日付          | 最終回 視聴者 （単位：百万） | TVシーズン  | 視聴者 （単位：百万） |
| -------- | -------------------- | ---------- | ------------- | -------------------------- | ------------- | ---------------------------- | ----------- | --------------------- |
| 1        | 水曜日午後10:00      | 12         | 2011年6月29日 | 4.67                       | 2011年9月14日 | 4.01                         | 2011        | 5.85                  |
| 2        | 水曜日午後10:00      | 16         | 2012年6月6日  | 3.01                       | 2013年2月20日 | 1.98                         | 2012 - 2013 | 2.50                  |
| 3        | 水曜日午後10:00      | 10         | 2013年6月12日 | 2.61                       | 2013年8月21日 | 2.36                         | 2013        | 2.19                  |

## 製作
シリーズはニューヨーク・ジェッツのカウンセラーとして働いた女性心理学者ドナ・ダンエンフェルスターの実話に基づいている 。最初は『ドクター・ドナ』と題され、番組は2009年12月に初めて、USAネットワークの制作候補に登場した。2010年5月、USAは『Necessary Roughness』をキャスト未定でパイロットエピソードを注文した。リズ・クルーガーとクレイグ・シャピロは、パイロット版の脚本を書き、ケビン・ダウリングは、パイロット版の監督を任された。
配役の発表は9月中旬に始まった。最初に決まったのは、主役のダニーエル"ダニー"サンティノを演ずるキャリー・スローン。次にプロジェクトに参加したのはチームの運動トレーナーで、ダニーエルの恋人となるマーク・ブルーカス。スコット・コーエンとメカド・ブルックスは、10月に参加が決まった。コーエンはダニーのフットボールチームの同僚を、ブルックスは彼女の顧客を演じる。
ゲストスターとして出演するダニーの親友ジャネット役のアマンダ・デトマー、ダニーの母親を演ずるコンチータ・トメイが決まった。11月上旬に、クレイグ・ビアーコがダニーの疎遠な夫を演じることが決まる。
パイロットエピソードはジョージア州アトランタで2010年11月-12月に撮影され、ジョージア・ドームが試合日のシーンの内外部の撮影に使用された。ネットワークは2011年1月19日にシリーズの制作に青信号を出した。シリーズは2011年9月15日にUSAネットワークにより第2シーズンに向けてリニューアルが決定した。

## 評価
| 年                   | 賞                                     | カテゴリー       | 受信者（複数可） | 結果 |
| -------------------- | -------------------------------------- | ---------------- | ---------------- | ---- |
| 2012                 |                                        |                  |                  |      |
| ゴールデングローブ賞 | テレビシリーズ主演女優賞（ドラマ部門） | キャリー・ソーン | ノミネート       |      |

## DVD発売
| DVDの名前 | ＃EP | リリース日    | リリース日  | リリース日  |
| DVDの名前 | ＃EP | リージョン1   | リージョン2 | リージョン4 |
| --------- | ---- | ------------- | ----------- | ----------- |
| シーズン1 | 12   | 2012年6月5日1 | N/A         | N/A         |

^1シーズン1のDVDが2012年6月5日に一般に発売された。初期のプロモーションDVDは2012年4月17日にターゲットでリリースされた。

## 米国以外の放送
- バングラデシュ: Star World
- ベルギー: RTBF
- デンマーク: TV3 Puls (as Terapi på første klasse )[42]
- フランス: Gulli (as La diva du divan )[43]
- ドイツ: sixx (as Dr. Dani Santino - Spiel des Lebens [44])
- アイスランド: SkjárEinn
- インド: Star World
- イスラエル: HOT3
- イタリア: Fox Life (as "Terapia d'urto")[45]
- 日本: AXN
- マレーシア: beTV
- 中東: OSN First
- ニュージーランド: TV2
- ノルウェー: TV3
- ロシア: SET
- スロベニア: POP TV
- スウェーデン: TV3
- スイス: RTS (as "La diva du divan")
- トルコ: Dizimax Drama